# Висадження
Ви́садження (виса́джування, підрива́ння) (рос. взрывание, англ. explosion, нім. Sprengen n, Schießarbeiten f pl) — процес збудження детонації зарядів вибухових речовин (ВР) в заданій послідовності та в заданий момент часу засобами, що забезпечують безпечність цієї роботи. Розрізнюють В. первинне (вибухова відбійка гірських порід від масиву), вторинне (В. крупних шматків породи, які виникли під час первинного В).

## Різновиди
Висадження (підривання) багатоетапне (рос. взрывание многоприемное, англ. multiple blasting; нім. mehrmaliges Sprengen n) — висадження в дек. етапів у шахтах, небезпечних за газом і пилом. Спочатку заряджаються і висаджують врубові шпури, потім після провітрювання і ліквідації можливих вибухонебезпечних концентрацій метану, що утворюються, або вугільного пилу заряджають і висаджують відбійні і оконтурюючі шпури. З поч. 60-х рр. ХХ ст. було замінене ефективнішим висадженням короткоуповільненим.
Висадження (підривання) багаторядне (рос. взрывание многорядное, англ. multirow blasting; нім. Mehrreihensprengung f) — висадження в заданій послідовності з певними інтервалами уповільнення дек. рядів (звичайно двох і більше) вибухових свердловин або шпурів для дроблення масивів гірських порід. Використовується для створення великих об'ємів (200 тис. м³ і більше) висадженої гірн. маси і подальшої безперебійної високопродуктивної роботи вантажного і трансп. обладнання при відкритих і підземних розробках. Особливо ефективно В.б. застосовується при широких робочих майданчиках на уступах рудних кар'єрів, а також для ослаблення вугільного масиву при відкритій розробці з використанням роторних екскаваторів. Див. також сітка свердловин.
Висадження в «затисненому» середовищі (на підпірну стінку) (рос. взрывание в «зажатой» среде (на подпорную стенку), англ. tight-face blasting) — висадження масиву гірських порід групою зарядів, коли відкрита поверхня уступу прикрита певним об'ємом раніше викиненої породи. Цей метод застосовується для міцних та середньої міцності порід з інтенсивною тріщинуватістю. Метод одержав широке застосування при підземній відбійці руд.
Висадження вогневе (рос. взрывание огневое, англ. cap-and-fuse blasting, fuse blasting; нім. Zündschnurzündung f) — спосіб висаджування за допомогою капсуля-детонатора з введенням в нього відрізка вогнепровідного шнура (запальна трубка). Тривалість запалювання кожного відрізка 3-10 с, тривалість горіння шнура — 60 с (за цей час робітник, який виконує висадження, повинен дістатися укриття). Мінім. довжина шнура дорівнює глибині закладання патрона-бойовика плюс 25 см (як правило, не менше 1 м), максимально — 10 м. Одночасно з запалювальною готується контрольна трубка, довжина шнура в якій на 60 см менша. Контрольна трубка запалюється першою, після її згоряння підривник зобов'язаний покинути вибій. Добором довжини і послідовності запалювання шнурів можна досягнути необхідної послідовності висадження зарядів. Один підривник у вибої не повинен підпалювати більше 16 шнурів. Запалюють шнури сірником, відрізком того ж шнура, відрізком тліючого ґнота, патрончиком. Тривалість горіння відрізка повинна забезпечувати відхід підривника в безпечне місце і, крім того, задану послідовність вибуху кожного заряду в серії. В.в. застосовується на відкритих роботах і в шахтах, не небезпечних за газом або пилом (забороняється застосовувати при проходженні вертикальних виробок). Використовується при індивідуальних зарядах, а також при послідовному висаджуванні групи зарядів відносно невеликої величини. Поряд з простотою застосування і дешевизною засобів ініціювання треба підкреслити підвищену небезпеку В.в. пов'язану з можливими газовиділеннями.
Висадження (підривання) контурне (рос. взрывание контурное, англ. smoothwall blasting; нім. Profilsprengen n) — спосіб заряджання і висаджування зарядів в оконтурюючих шпурах (свердловинах), що забезпечує отримання відносно рівної поверхні виробки з мінімальними порушеннями суцільності порід за межами її проектного профілю. Застосовується в гірн. справі при проведенні виробок, а також в гідротехн. і трансп. будівництві при спорудженні тунелів, камер і виїмок у скельних породах. Розрізняють попереднє і наступне В.к. Застосування В.к. дозволяє зменшити обсяг переборів породи за проектним контуром, підвищити стійкість укосів уступів, виїмок і гірн. виробок, знизити витрати на їх підтримку і ремонт у процесі експлуатації, зменшити витрату матеріалів при зведенні кріплення, а в досить стійких породах використати більш економічне набризк-бетонне кріплення.
Висадження (підривання) короткоуповільнене (рос. взрывание короткозамедленное, англ. millisecond delay, shortdelay blasting; нім. Sprengen n mit Kurzintervallzündung f) — послідовне висаджування окремих зарядів або окремих груп зарядів із заздалегідь заданими проміжками часу, що вимірюються мілісекундами. Здійснюється звичайно при застосуванні електродетонаторів короткоуповільненої дії, а при висаджуванні детонуючим шнуром — шляхом піротехнічних уповільнювачів. Застосування В.к. зменшує сейсмічну дію вибуху та збільшує корисне використання його енергії, внаслідок чого зменшується питома витрата ВР, покращується дроблення середовища вибухом, зменшуються заколи і ширина розвалу підірваної маси. Послідовність висаджування окремих зарядів або їхніх груп в часі і просторі характеризується схемою розстановки уповільнень. Впровадження В.к. на гірнич. підприємствах дозволило застосовувати на кар'єрах багаторядне висадження свердловинних зарядів і істотно збільшити обсяг масових вибухів при зростанні інтенсивності дроблення порід і зниженні сейсміч. впливу на навколишні споруди; поліпшити техніко-економіч. показники роботи бурового, вантажного і трансп. обладнання; збільшити безпеку виконання вибухових робіт в шахтах, небезпечних за вибухом газу або пилу і темпи проведення підгот. виробок.
Висадження (підривання) миттєве (рос. взрывание мгновенное, англ. instantaneous explosion, momentary explosion, instantaneous blasting; нім. augenblickliches Sprengen n, blitzschnelles Sprengen n, Momentzündung f) — одночасне ініціювання групи з більш-менш значної кількості зарядів. Здійснюється за допомогою електричного методу висаджування електродетонаторами миттєвої дії або за допомогою мережі детонуючого шнура. Застосовується при двосторонніх вибухах на викид і вибухах на скид. Застосовується для утворення подовжених виїмок (траншей, каналів) і відбійки руди на кар'єрах і шахтах при однорядному розташуванні зарядів, при висадженні контурних шпурів або свердловин, а також в тих випадках, коли є небезпека пошкодження сусідніх зарядів, якщо вони будуть висаджені зі сповільненням. При електрич. підриванні електродетонатори сполучаються, як правило, послідовно або паралельно, рідше застосовують змішані схеми з'єднання. У всі детонатори, ввімкнені в мережу, струм надходить одночасно, однак внаслідок їх різної чутливості інтервал часу між вибухом найменш і найчутливішого електродетонатора може досягати 0,6-2,0 мс. При В.м. спостерігаються підвищений сейсміч. вплив вибуху на навколишні об'єкти, гірше дроблення і менша ефективність дії кожного заряду, тому частіше використовують короткосповільнене висадження та сповільнене висадження.
Висадження негабариту безрозлітне, — див. гідропідривне дроблення негабариту.
Висадження (підривання) рівне (рос. взрывание гладкое, англ. even explosion, нім. ebene Explosion f) — різновид висадження (підривання) контурного, спосіб заряджання та висаджування зарядів оконтурюючих шпурів і свердловин, який забезпечує отримання рівної поверхні виробок без порушення масиву породи за межами проектного контуру. Для В.р. характерне: зближене розташування шпурів або свердловин, застосування розосереджених зарядів (заряд-гірлянда) з патронів ВР.
Висадження (підривання) струсне (рос. сотрясательное взрывание, англ. shock blasting, нім. Erschütterungssprengen n) — вибухові роботи, що виконуються з дотриманням особливих вимог на пластах, схильних до раптових викидів вугілля і газу при проведенні по вугіллю горизонтальних виробок та похилих виробок зверху вниз, при вийманні вугілля у лавах, у виробках, що проводяться по породах, небезпечних по викидах, при розробці пластів у місцях геологічних порушень у випадку виявлення ознак раптових викидів.
Висадження (підривання) уповільнене (рос. взрывание замедленное, англ. delay firing, delay blasting; нім. verzögertes Sprengen n) — послідовне висаджування зарядів в одній групі або послідовне висаджування декількох груп або рядів через задані проміжки часу, що називаються інтервалами уповільнення. В.у. може бути здійснене за допомогою електродетонаторів уповільненої дії з інтервалами від частки секунди до декількох секунд, а також шляхом електрозапалювальних трубок; величина інтервалу уповільнення в цьому випадку регулюється зменшенням довжини відрізка вогнепровідного шнура в трубці. Застосовується при проведенні підземних гірн. виробок (безпечних за газом або(та) пилом), при висадженні г.п. на викид і скидання. В.у. здійснюється електричним, вогневим або електровогневим способом. При електровисадженні інтервали уповільнення становлять 0,5; 1; 2; 4; 6; 8 і 10 с. Точного інтервалу уповільнення при вогневому і електровогневому висадженні отримати не можна. Заряди при В.у. розташовуються так, щоб виключалася можливість їх пошкодження або порушення вибухом попередніх зарядів.
Див. Висадження (підривання) уповільнене.